# 七戶十和田車站
七戶十和田車站（日语：／ Shichinohe-towada eki */?）是位於日本青森縣上北郡七戶町，屬於東日本旅客鐵道（JR東日本）的鐵路車站。本站是東北新幹線的車站，在2010年時配合該線八戶至新青森之間的延長路段通車而啟用，並由JR東日本盛岡支社負責管轄。本站在同樣位於七戶町的南部縱貫鐵道線七戶站廢站後成為當地的主要車站。

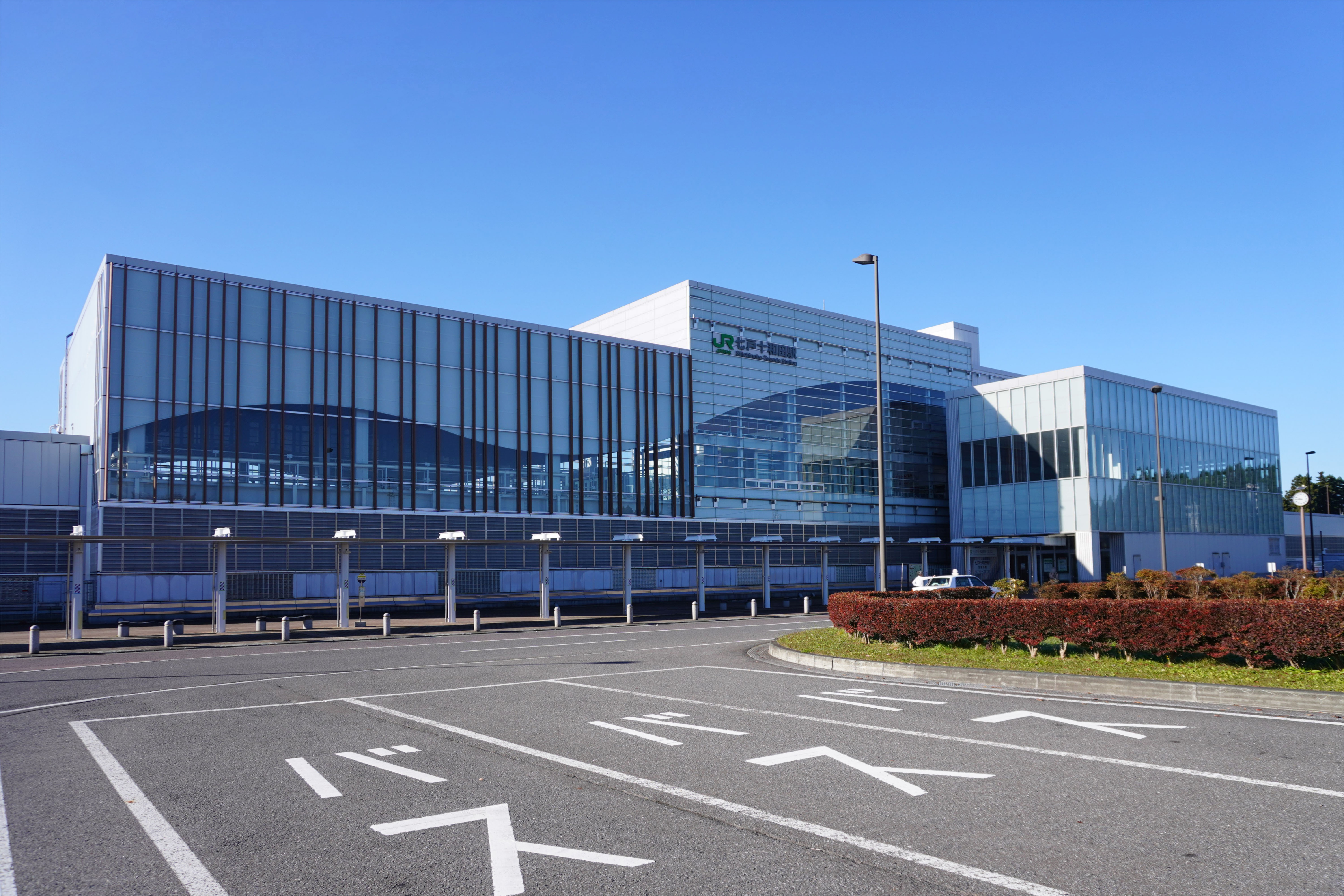
北口（2023年10月）

## 簡介
本站在營運設定上是由JR東日本直接派駐站員營運的直營車站之一，同時也是管理車站，但除了該站之外並沒有其他的管轄對象。站內設有綠窗口與JR東日本的旅行服務中心「View Plaza」，後者已於2017年6月30日關閉。
目前行駛於東北新幹線的車等中，有2個來回的疾風號列車和10個來回的隼號列車在本站停靠。其中隼號曾一律直接通過不停站，但隨著其普及性日益增加，在2013年3月起增設部分列車停站。
與大部分新幹線車站同時都有一般鐵路線接駁的狀況不同，本站是僅有新幹線通過的專用車站。雖然在東北新幹線八戶至新青森延伸段要通車之前，原本是有將本站作為東北新幹線與南部縱貫鐵道線之間轉乘車站的計畫（七戶十和田車站與南部縱貫鐵道線營農大學校前車站之間，僅有約徒步5分鐘的距離），但南部縱貫鐵路線在延伸路段實際通車之前就因營運狀況欠佳，而在1997年停駛，並於2002年廢線。
本站在實際啟用前曾一度被暫時命名為七戶，並受到所在地七戶町的商工會等相關團體的支持。然而，以上十三地域廣域市町村圈協議會為主、鄰近地區的相關單位，卻認為該站的設立並不只是七戶町一地的成就、而是鄰近地區所有地方單位共同協力的結果，而提案將新站命名為七戶十和田。兩不同站名的提案在2008年底，在十和田市市長中野渡春雄（時任上十三地域廣域市町村圈協議會會長）與建設所在地七戶町町長福士孝衛的協議之下，以「車站位於七戶町，同時又是鄰近知名觀光景點十和田湖的進出玄關口」的綜合觀點之考量，確定新車站命名為「七戶十和田」，並依此向青森縣知事三村申吾報告。

## 車站構造

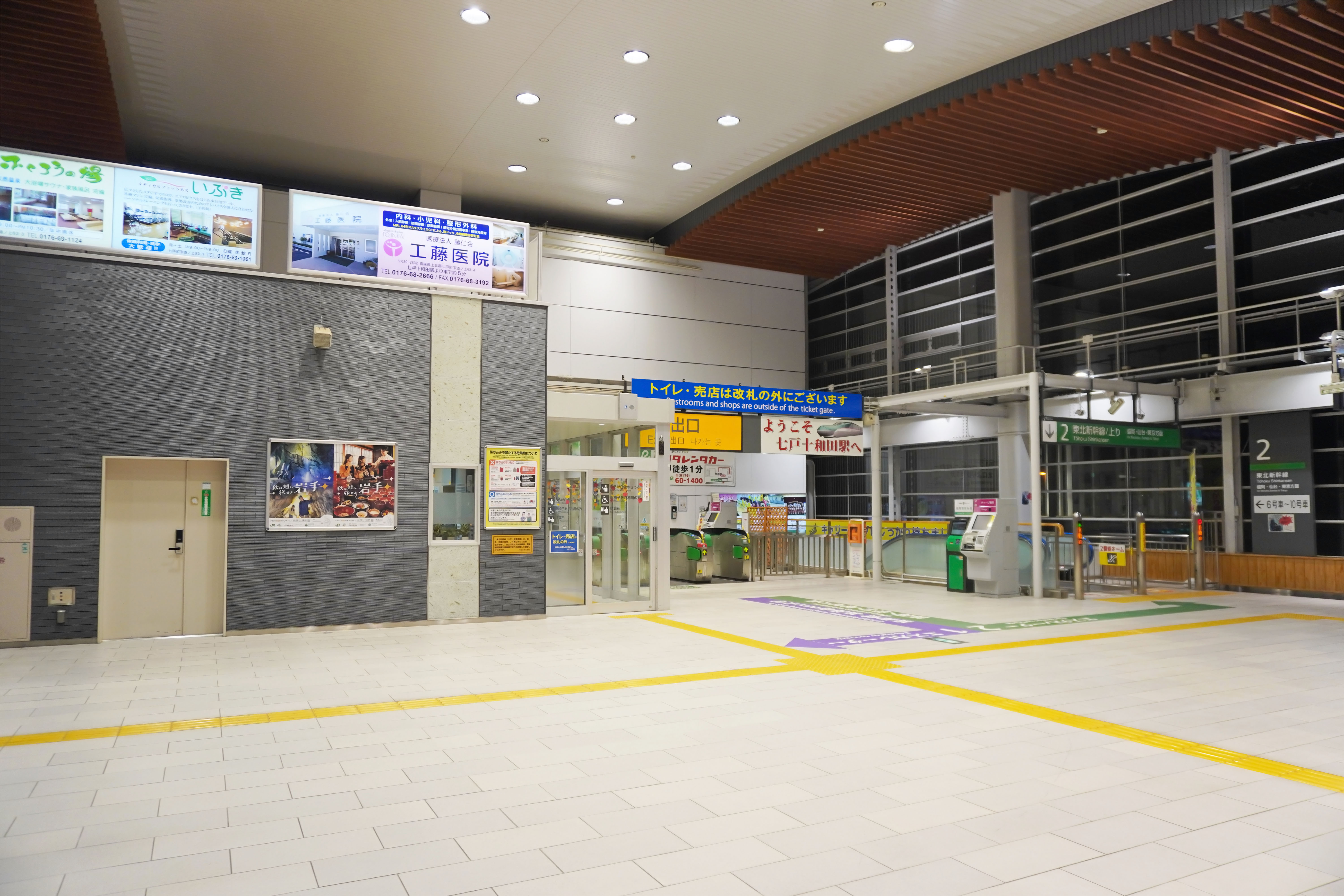
車站大廳（2024年11月）
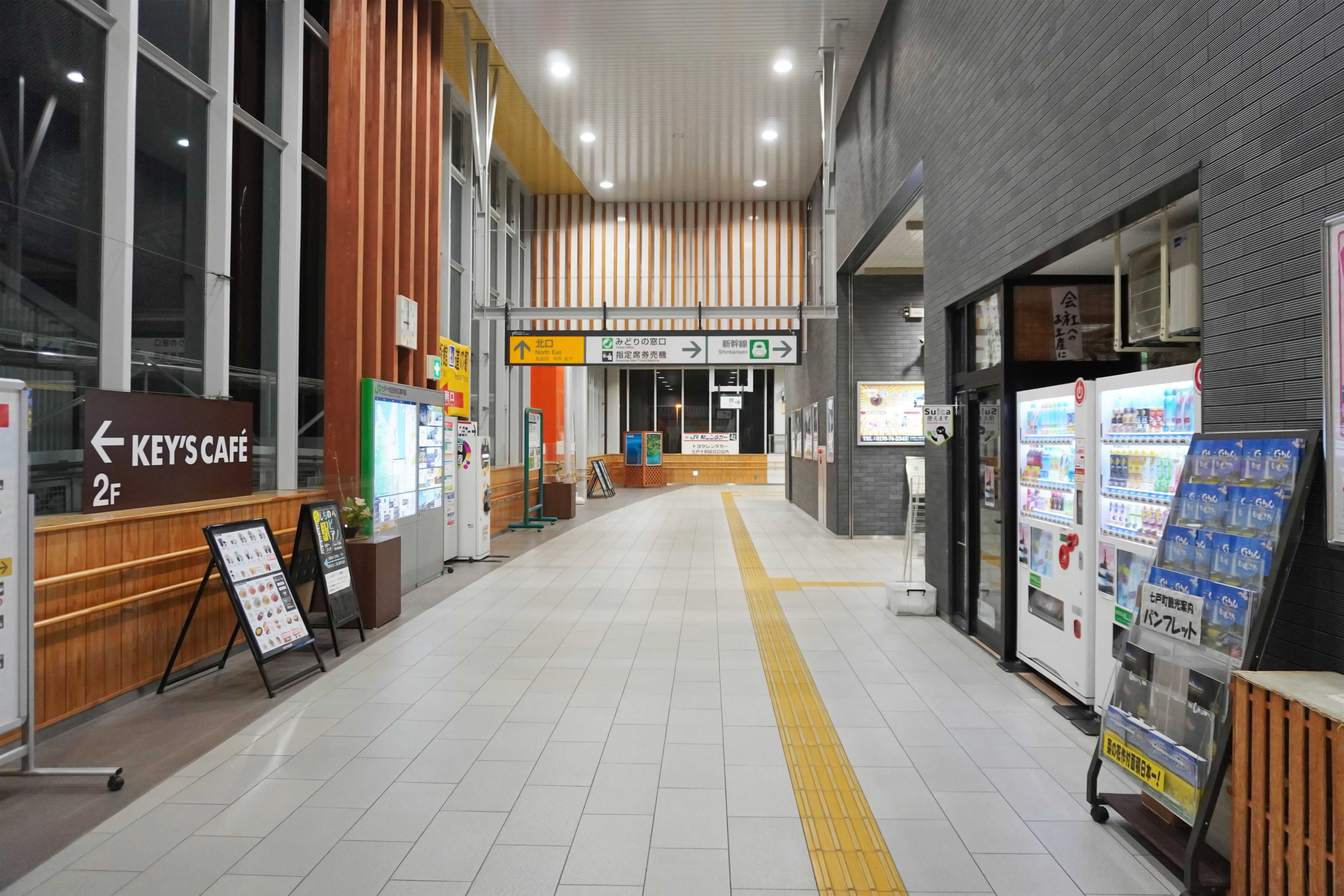
南北自由通道（2023年9月）
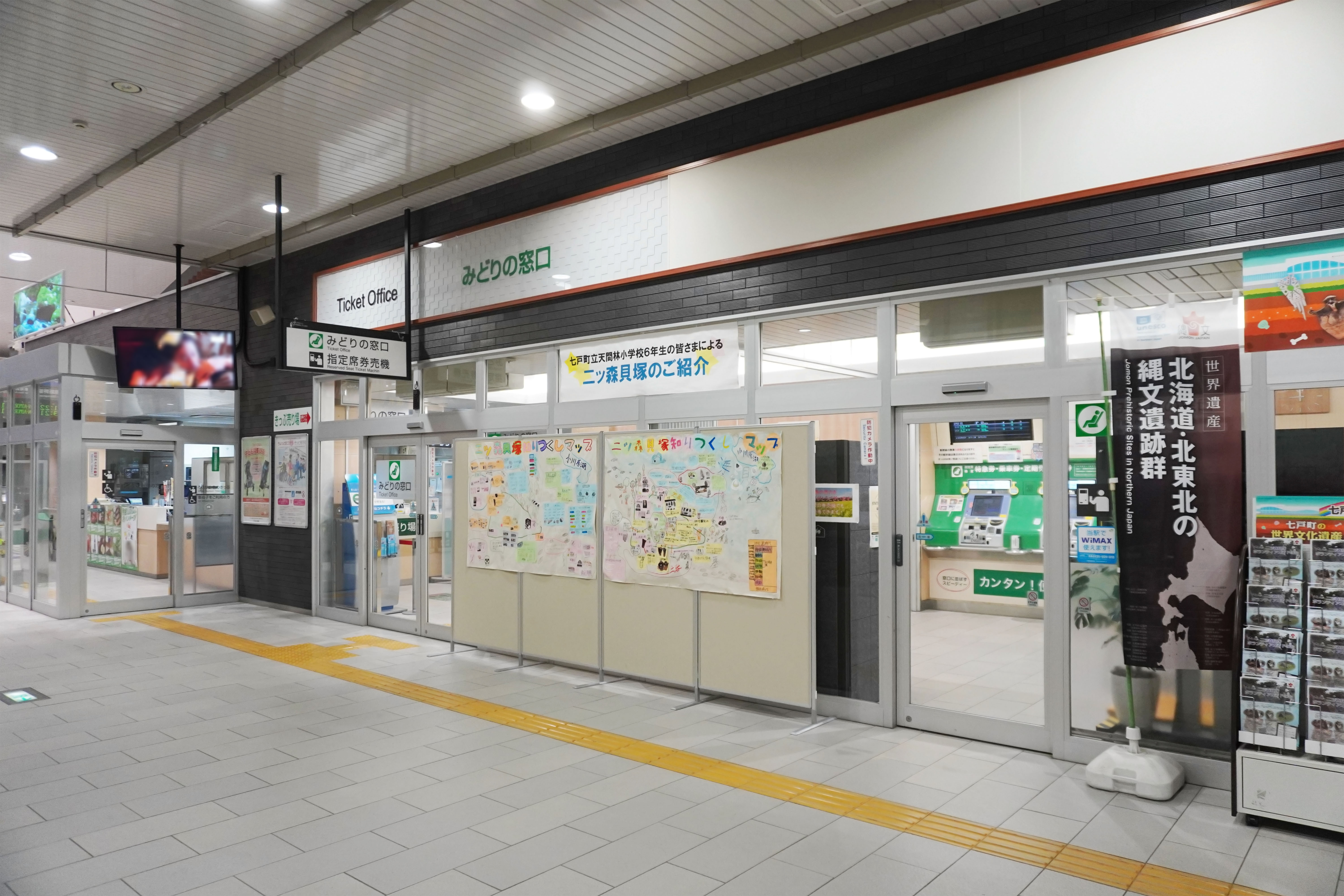
售票中心（2023年9月）
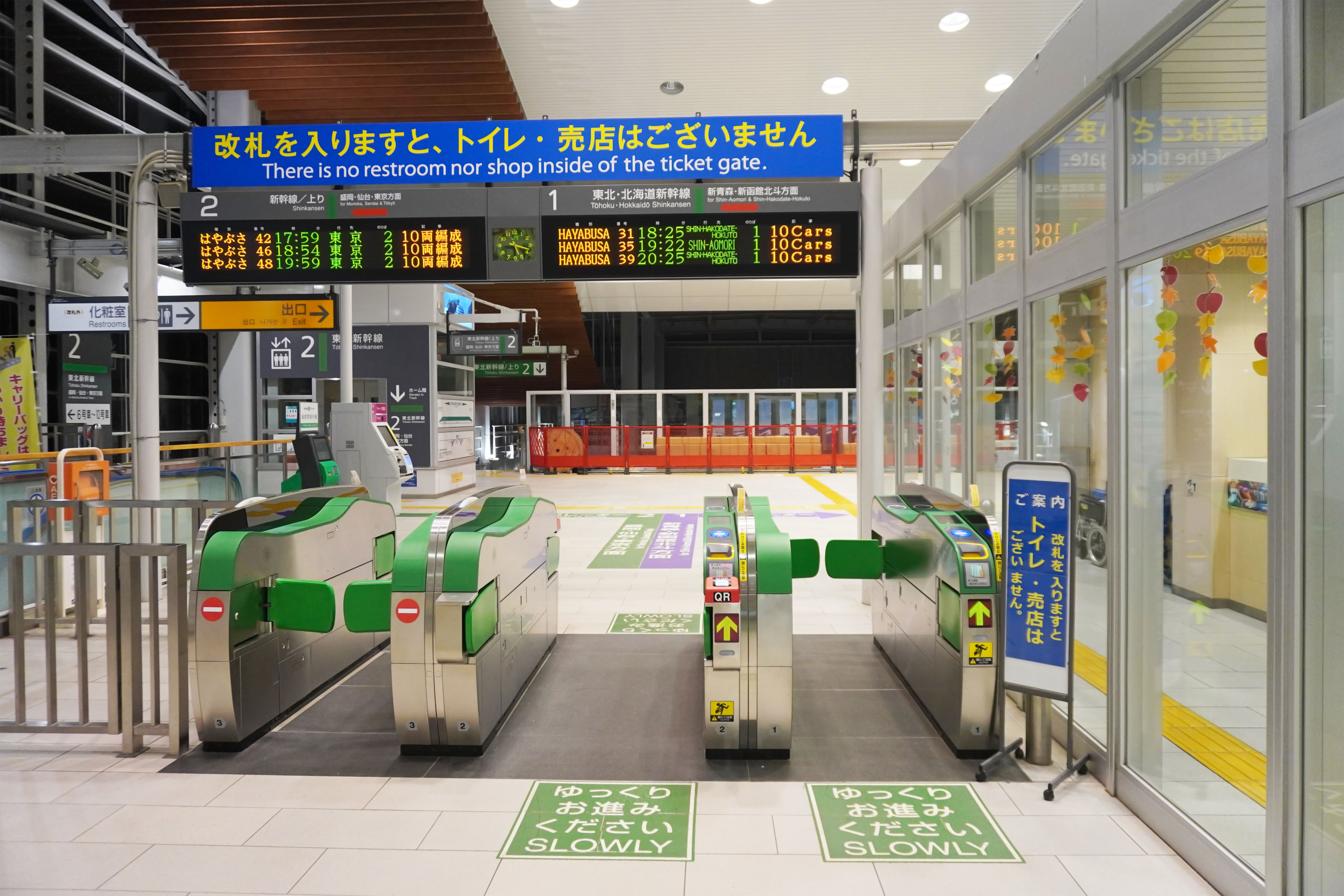
驗票閘口（2024年11月）
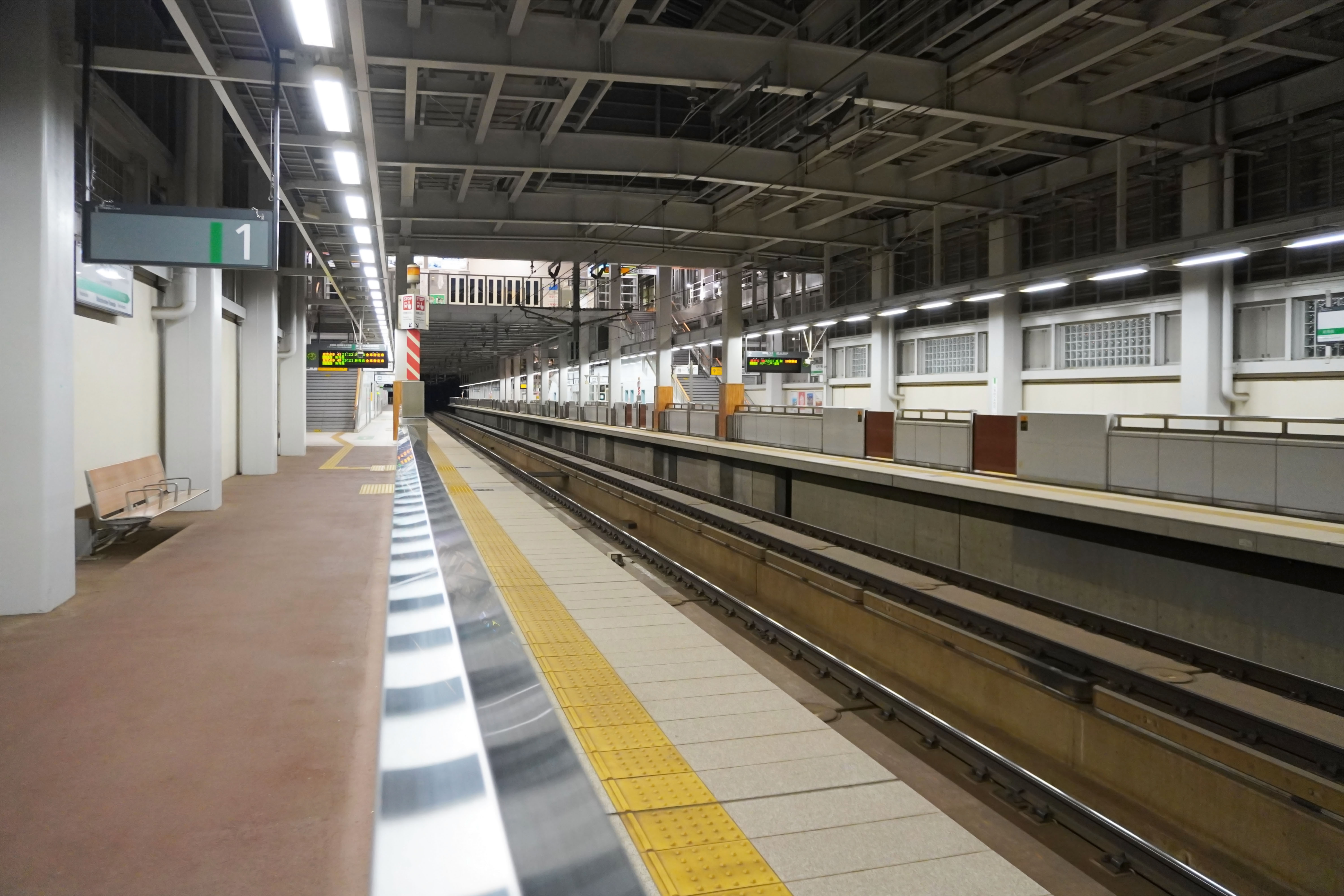
月台（2023年9月）

本站是設有跨線式站房的地面車站，站內設有一對相對式月台，共有兩條乘車線。由於本站並沒有設置供列車直接穿越的通過線，考量到新幹線列車行駛時的高速，因此在月台上設置月台門。

### 月台配置
| 月台 | 路線              | 方向 | 目的地                 |
| ---- | ----------------- | ---- | ---------------------- |
| 1    | 東北·北海道新幹線 | 下行 | 新青森、新函館北斗方向 |
| 2    | 東北·北海道新幹線 | 上行 | 盛岡、仙台、東京方向   |

## 歷史
- 2005年（平成17年）10月：鐵路線路基工程動工。
- 2006年（平成18年）11月16日至 2007年（平成19年）7月17日：進行車站站房設計。
- 2008年（平成20年）8月1日：車站站房動工。
- 2009年（平成21年）
  - 7月29日：站名正式發表。[3]
  - 12月5日：作為車站啟用前一年的暖身活動之一環，開放車站站房予一般民眾進行參訪活動。
  - 12月24日：在新站房正式掛上站名標誌。
- 2010年（平成22年）
  - 3月17日：站房完工。
  - 12月4日：伴隨新幹線八戶至新青森間延伸線的通車，車站正式啟用。
- 2011年（平成23年）
  - 3月11日：受東北地方大地震的影響，東北新幹線全線緊急停駛，直至3月21日才恢復通車。

## 相鄰車站
東日本旅客鐵道
東北·北海道新幹線
八戶－七戶十和田－新青森

## 外部連結
- JR東日本－七戶十和田車站（页面存档备份，存于）（日語）

40°43′11.5″N 141°9′14.5″E / 40.719861°N 141.154028°E